# Civiasco
Civiasco är en ort och kommun i provinsen Vercelli i regionen Piemonte, Italien. Kommunen hade 254 invånare (2018).
I Civiasco föddes Emma Morano (1899–2017), världens sista levande människa född under 1800-talet.